# HD 222872
HD 222872 är en gulvit stjärna i huvudserien i Bildhuggarens stjärnbild.
Stjärnan har visuell magnitud +6,23 och är svagt synlig för blotta ögat vid mycket god seeing.